# Dólar tuvaluano
El dólar es la moneda oficial de Tuvalu, cuyo código de moneda internacional no oficial es TVD. Se subdivide en 100 centavos. Tuvalu nunca ha tenido billetes propios pero ha emitido sus propias monedas desde 1976. Sin embargo, el dólar de Tuvalu se utiliza como unidad de cuenta y está vinculado al dólar australiano en paridad. 
Entre 1966 y 1976, Tuvalu utilizó oficialmente el dólar australiano. En 1976, Tuvalu comenzó a emitir sus propias monedas, que continúan circulando junto con las monedas y billetes australianos. Las monedas de Tuvalu no son de curso legal en Australia. Esta relación similar guarda el dólar kiribatiano con la divisa australiana o la corona de las Islas Feroe con la corona danesa y la relación del balboa panameño con el dólar de los Estados Unidos. El dólar de Tuvalu no es una moneda independiente, sino una variación del dólar australiano.
Tuvalu no tiene una autoridad monetaria ni un banco central, y el Banco Nacional de Tuvalu, única entidad bancaria establecida en Tuvalu, realiza algunas funciones monetarias para el gobierno, incluida la tenencia de cuentas gubernamentales y activos extranjeros.

## Historia
Otras monedas que han sido utilizadas en Tuvalu han sido la libra esterlina, antes de la introducción del dólar australiano, así como el dólar estadounidense, durante la ocupación estadounidense de las islas durante la Segunda Guerra Mundial. En Tuvalu también se han utilizado billetes de las islas Gilbert y Ellice. Estos billetes eran cheques de caja respaldados en libras en lugar de una moneda oficial e independiente. Durante la expansión del Imperio del Japón en el océano Pacífico durante la Segunda Guerra Mundial,a libra de Oceanía respaldada en yenes se usó en partes de las islas Gilbert (actual Kiribati), pero la influencia japonesa nunca llegó al grupo de las Islas Ellice (actual Tuvalu).

## Monedas
En 1976, al compás de su programada independencia, el gobierno tuvaluano puso en curso legal monedas de 1, 2, 5, 10, 20, 50 centavos y 1 dólar. El cono monetario diseñado por John Donald, presenta una temática de fauna marítima. Las piezas 1 y 2 centavos fueron producidas en bronce y las de 5, 10 y 20 centavos en cuproníquel, todas ellas tienen el mismo tamaño, peso y composición que los correspondientes valores de las monedas australianas. Sin embargo, la moneda de 50 centavos de cuproníquel se diferencia de la moneda australiana de 50 centavos dodecagonal, ya que la tuvaluana es redonda y de borde liso. La pieza de 1 dólar de cuproníquel nonagonal es única no solo por su forma extraña, sino que también por ser 8 años anterior a la moneda australiana de 1 dólar. También se emitió mucho antes de que la tendencia hacia monedas de mayor denominación se generalizara en muchos países. Los nueve lados de la moneda de un dólar están destinados a representar cada una de las nueve islas y atolones que componen la cadena de Tuvalu. Cada una de las monedas representa un animal marino que es nativo del área, con la única excepción de que es el 1 centavo, que representa una concha de lambis-lambis sobre una orilla.
La serie de 1976 también incluyó la introducción de las primeras monedas de calidad PROOF coleccionables de oro y plata de Tuvalu. Una de las monedas es de plata y su valor facial es de 5 dólares y la otra es de oro y su valor facial es de 50 dólares.
Aunque Australia discontinuó la producción y circulación sus monedas de 1 y 2 centavos en 1991, la demanda de las dos denominaciones más bajas en Tuvalu se mantuvo, por lo que continuaron circulando con frecuencia mucho después de que Australia suspendiera las suyas. No obstante, a medida que los precios y los costos de envío fueron aumentando progresivamente, las monedas de 1 y 2 centavos comenzaron a ser menos usadas diariamente.
Australia introdujo una moneda de 2 dólares para reemplazar al billete de igual valor en 1988 pero Tuvalu no acuñó una moneda con diseño propio de igual denominación. En cambio, las piezas australianas de ese valor circulan en su lugar. En los últimos años, los habitantes de Tuvalu también han desarrollado cierta preferencia por las monedas de 1 dólar australiano que son más pequeñas y redondas en detrimento de las nonagonales y robustas monedas de 1 dólar tuvaluano, por lo que se las ve con menos frecuencia.
En 1994 el retrato de la Reina en las monedas fue modificado, al igual muchos otros estados de la Mancomunidad de Naciones, al diseño más reciente de Raphael Maklouf. Las monedas más antiguas con fechas de 1976 a 1985 tienen el diseño de Arnold Machin. Después de la emisión de 1994, las monedas de Tuvalu dejaron de producirse y desde entonces se abastece al país con monedas australianas. Sin embargo, las monedas de Tuvalu siguen siendo de curso legal y continúan circulando junto con las piezas de Australia.
Tuvalu también emite un buen número de monedas en metales preciosos no circulantes y conmemorativas esmaltadas, lo que le otorga al país una pequeña parte de sus magros ingresos en divisas internacionales.
| Cono monetario de Tuvalu | Cono monetario de Tuvalu | Cono monetario de Tuvalu | Cono monetario de Tuvalu | Cono monetario de Tuvalu | Cono monetario de Tuvalu | Cono monetario de Tuvalu | Cono monetario de Tuvalu | Cono monetario de Tuvalu                                             | Cono monetario de Tuvalu                                         | Cono monetario de Tuvalu | Cono monetario de Tuvalu |
| Imagen                   | Imagen                   | Valor                    | Parámetros               | Parámetros               | Parámetros               | Descripción              | Descripción              | Descripción                                                          | Descripción                                                      | Fecha de emisión         |                          |
| Reverso                  | Anverso                  | Valor                    | Diámetro                 | Espesor                  | Peso                     | Composición              | Canto                    | Reverso                                                              | Anverso                                                          | Fecha de emisión         |                          |
| ------------------------ | ------------------------ | ------------------------ | ------------------------ | ------------------------ | ------------------------ | ------------------------ | ------------------------ | -------------------------------------------------------------------- | ---------------------------------------------------------------- | ------------------------ | ------------------------ |
|                          |                          | 1 centavo                | 17,5 mm                  | 1,4 mm                   | 2,6 g                    | Bronce                   | Liso                     | Inscripción «TUVALU», Valor Concha de Lambis, año de acuñación       | Retrato de Elizabeth II Inscripción «QUEEN ELIZABETH THE SECOND» | 1976, 1981, 1985, 1994   |                          |
|                          |                          | 2 centavos               | 21,6 mm                  | 1,5 mm                   | 5,2 g                    | Bronce                   | Liso                     | Inscripción «TUVALU», Valor Mantarraya, año de acuñación             | Retrato de Elizabeth II Inscripción «QUEEN ELIZABETH THE SECOND» | 1976, 1981, 1985, 1994   |                          |
|                          |                          | 5 centavos               | 19,4 mm                  | 1,3 mm                   | 2,8 g                    | Cuproníquel              | Estriado                 | Inscripción «TUVALU», Valor Tiburón tigre, año de acuñación          | Retrato de Elizabeth II Inscripción «QUEEN ELIZABETH THE SECOND» | 1976, 1981, 1985, 1994   |                          |
|                          |                          | 10 centavos              | 23,5 mm                  | 1,76 mm                  | 5,6 g                    | Cuproníquel              | Estriado                 | Inscripción «TUVALU», Valor Cangrejo de ojos rojos, año de acuñación | Retrato de Elizabeth II Inscripción «QUEEN ELIZABETH THE SECOND» | 1976, 1981, 1985, 1994   |                          |
|                          |                          | 20 centavos              | 28,45 mm                 | 2 mm                     | 11,25 g                  | Cuproníquel              | Estriado                 | Inscripción «TUVALU», Valor Pez volador, año de acuñación            | Retrato de Elizabeth II Inscripción «QUEEN ELIZABETH THE SECOND» | 1976, 1981, 1985, 1994   |                          |
|                          |                          | 50 centavos              | 31,65 mm                 | 2,6 mm                   | 15,5 g                   | Cuproníquel              | Liso                     | Inscripción «TUVALU», Valor Pulpo, año de acuñación                  | Retrato de Elizabeth II Inscripción «QUEEN ELIZABETH THE SECOND» | 1976, 1981, 1985, 1994   |                          |
|                          |                          | 1 dólar                  | 33 mm                    | 2,9 mm                   | 16 g                     | Cuproníquel              | Liso nonagonal           | Inscripción «TUVALU», Valor Tortuga marina, año de acuñación         | Retrato de Elizabeth II Inscripción «QUEEN ELIZABETH THE SECOND» | 1976, 1981, 1985, 1994   |                          |

## Billetes
Desde 1914 circulaban billetes de la libra australiana. En 1942, el gobierno colonial de las islas Gilbert y Ellice emitió sus propios billetes en denominaciones de 1, 2, 5 y 10 chelines y 1 libra, que eran utilizados a la par y se podían cambiar por libras esterlinas a su valor nominal.
Desde el 14 de febrero de 1966 el dólar australiano entró en vigencia en Tuvalu, y los billetes australianos han estado en uso antes y después de la independencia. Los billetes de 1, 2, 5 y 10 dólares fueron originalmente las únicas denominaciones enviadas, pero desde entonces se han utilizado denominaciones más altas. Sin embargo, después de que se logró la independencia, el billete de 1 dólar se retiró de la circulación para fomentar el uso de la moneda de 1 dólar.